# Eucherio di Lione
Eucherio di Lione (Lione, 380 – Lione, 449 o 450) è stato un vescovo romano di origine gallica. È venerato come santo dalla Chiesa cattolica, che lo festeggia il 16 novembre, ed è annoverato tra i Padri della Chiesa occidentale, sebbene sia considerato tra i minori.

## Biografia
Nacque in una famiglia abbiente dell'aristocrazia gallo-romana di Lugdunum (l'odierna Lione), che probabilmente già professava il Cristianesimo. Alcune fonti attestano che divenne senatore, ma, dopo essersi sposato con una donna di nome Galla, decise di abbandonare tutti i suoi beni e di ritirarsi nella celebre abbazia di Lerino, insieme alla moglie Galla e ai due figli, Salonio e Verano: tra questi, il primo sarebbe poi divenuto vescovo di Ginevra, mentre il secondo sarebbe stato il futuro vescovo di Vence, ed entrambi sarebbero fatti santi. Comunque, questi ultimi furono affidati al convento di San Onorato, mentre Eucherio e la moglie si trasferirono sull'isola vicina per consacrarsi alla preghiera e allo studio. In seguito Eucherio venne eletto vescovo di Lione nel 435, partecipò al Concilio di Orange nel 441 e, infine, morì nel 449 (o 450).

## Opere
Fu autore di numerosi testi, tra cui quello della Passio Acaunensium martyrum: redatto in base alle informazioni fornitegli dal vescovo di Sion, Teodoro, e dal vescovo di Ginevra, Isaac, è il più antico documento sul martirio della Legione Tebea guidata da San Maurizio. Compose inoltre degli opuscoli, fra cui Lode all'eremo e Sul disprezzo del mondo, e scrisse anche alcune Regole per il senso spirituale, le Istituzioni a Salonio (uno dei suoi figli) e una Lettera al vescovo Salvio.
Secondo Claudiano Mamerto, il noto sacerdote di Vienne che lo conobbe personalmente, Eucherio «fu senza ombra di dubbio il più grande fra tutti i grandi vescovi del suo tempo».

### Elenco delle opere
- De contemptu mundi
- Liber formularum spiritualis intelligentiae
- Passio martyrum Acaunensium
- De laude eremi